# Senecio doria
Il  senecione erba-doria (nome scientifico  Senecio doria  L., 1759) è una specie di pianta angiosperma dicotiledone della famiglia delle Asteraceae (sottofamiglia Asteroideae).

## Etimologia
Il nome generico (Senecio) deriva dal latino senex che significa “vecchio uomo” e fa riferimento al ciuffo di peli bianchi (pappo) che sormonta gli acheni, che ricorda la chioma di un vecchio. L'epiteto specifico ( doria) deriva dall'area del Peloponneso un tempo conquistata dai Dori e fa riferimento alla forma dello stelo alto e singolo.
Il nome scientifico della specie è stato definito dal botanico Carl Linnaeus (1707-1778) nella pubblicazione " Systema Naturae ...Editio decima, reformata..." (  Syst. Nat., ed. 10. 2: 1215) del 1759.

## Descrizione

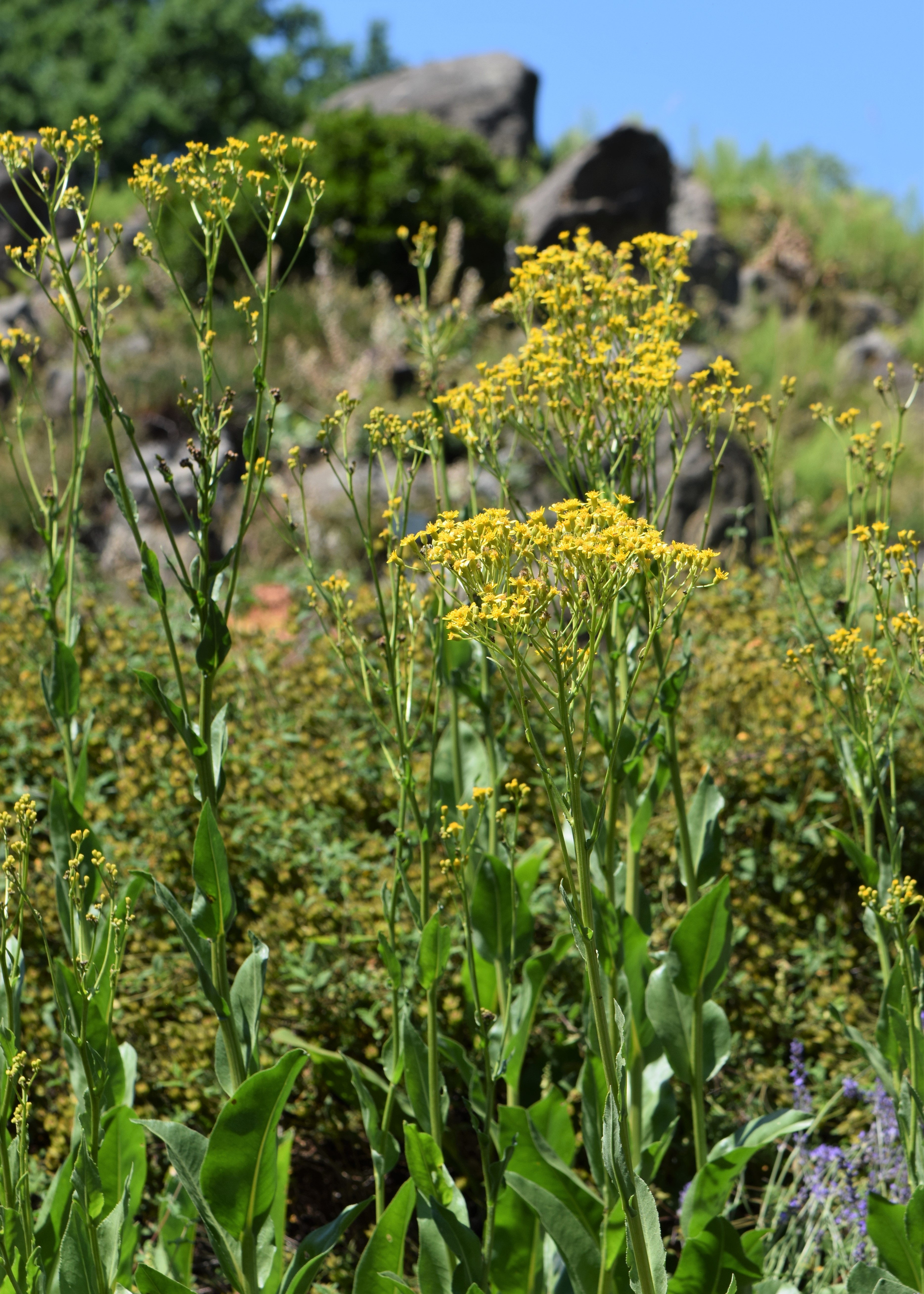
Il portamento

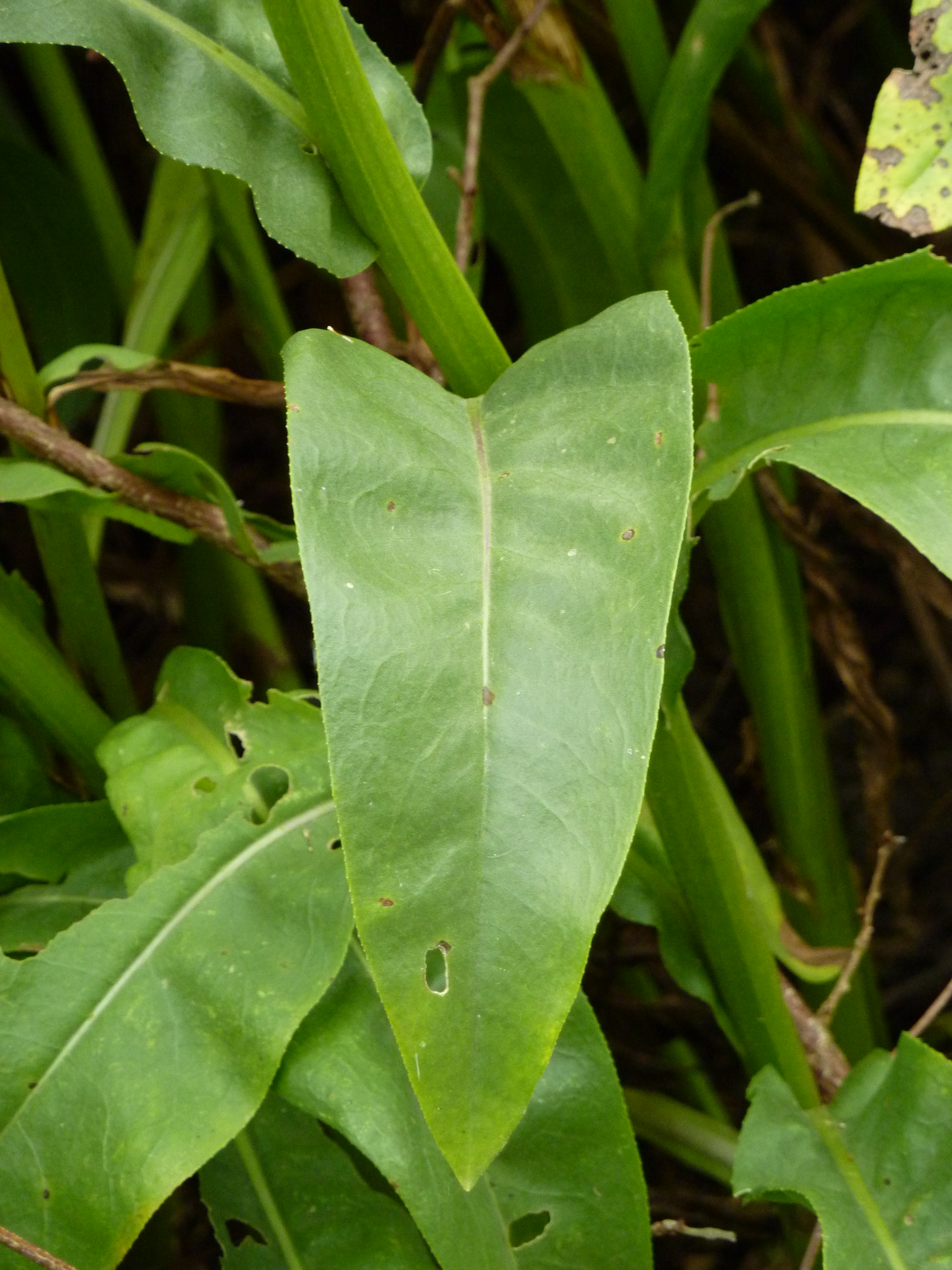
Le foglie

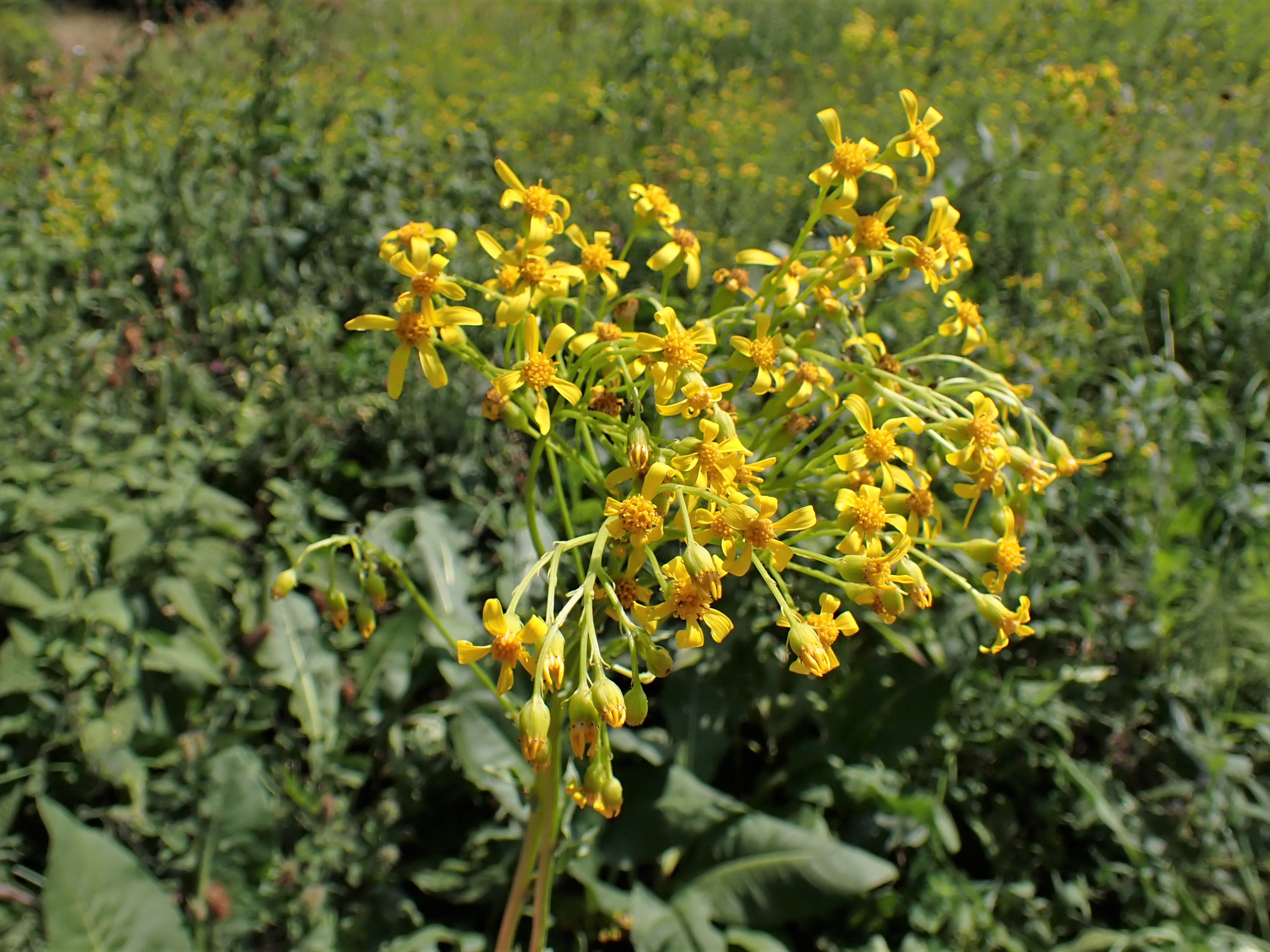
Infiorescenza

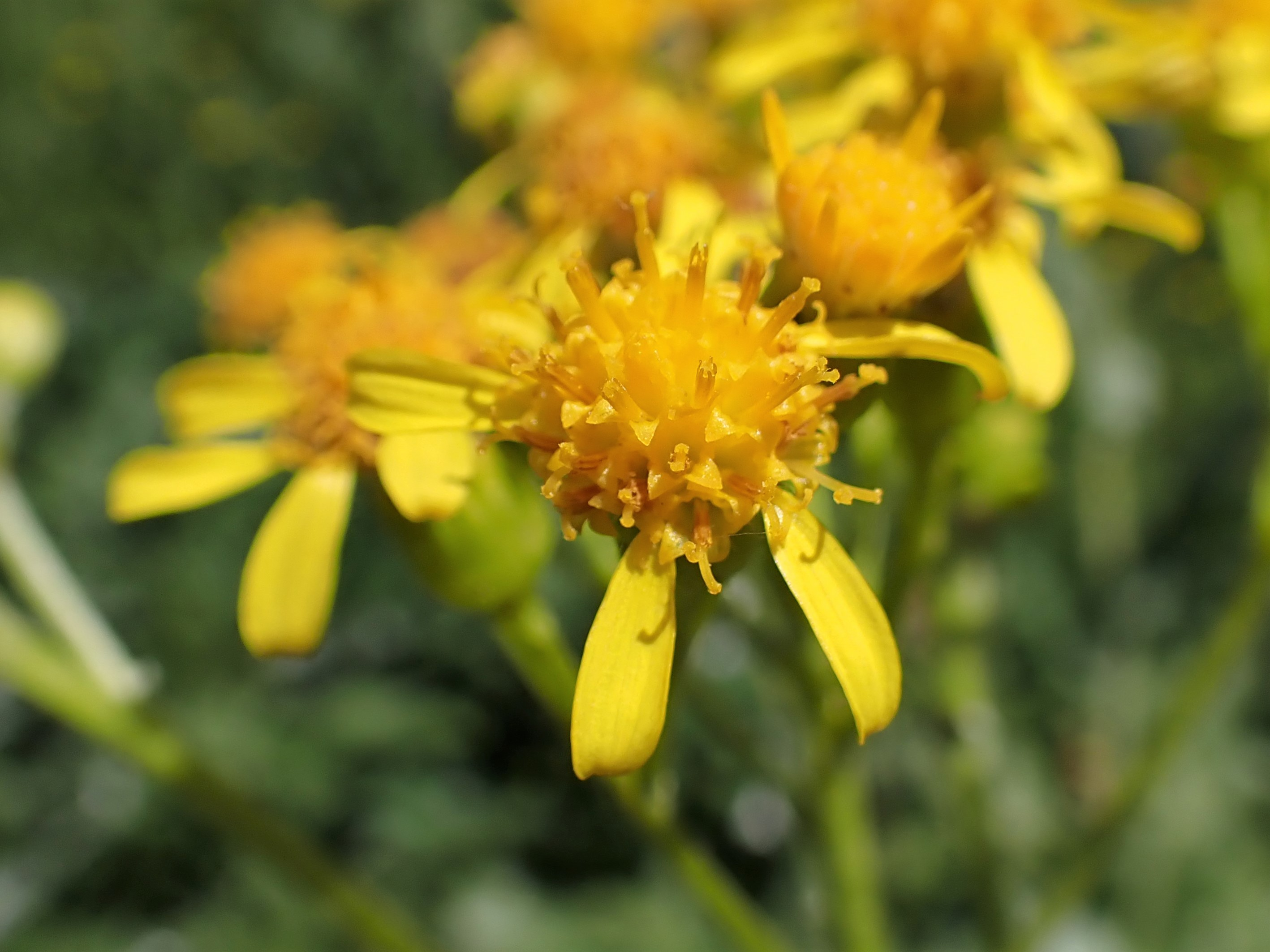
I fiori

Habitus. Le piante di questa specie hanno un habitus di tipo erbaceo perenne. La forma biologica è elofita (He), sono piante semi-acquatiche con la base e le gemme perennanti sommerse, ma con il fusto e le foglie aeree. Sono solitamente presenti nelle paludi e sulle rive dei laghi, terreni acquitrinosi dove formano i canneti. Altezza media: 5 - 15 dm.
Radici. Le radici in genere sono secondarie da rizoma e possono essere fibrose. Il rizoma è orizzontale e colorato di scuro.
Fusto. La parte aerea è più o meno eretta; semplice o ramosa. Il fusto è striato, glabro o con peli ghiandolari.
Foglie. Le foglie in genere sono cauline disposte in modo alternato. Sono picciolate o sessili (quelle superiori). La forma della lamina (foglie inferiori) è intera con forme lineari-spatolate e apice ottuso. La superficie è glabra e i margini sono finemente dentellati. Le foglie medie superiori sono progressivamente ridotte. La lamina è decorrente lungo il fusto. Dimensione delle foglie: larghezza 3 – 10 cm; lunghezza 15 – 40 cm.
Infiorescenza. Le sinflorescenze sono composte da numerosi capolini organizzati in formazioni corimbose (regolari e compatte). Le infiorescenze vere e proprie sono formate da un capolino terminale peduncolato di tipo radiato. Alla base dell'involucro (la struttura principale del capolino) è presente un calice formato da 2 - 4 brattee fogliacee (sono lunghe la metà dell'involucro). I capolini sono formati da un involucro, con forme da cilindriche a campanulate, composto da diverse brattee, al cui interno un ricettacolo fa da base ai fiori di due tipi: quelli esterni del raggio e quelli più interni del disco. Le brattee, 13 per involucro e lunghe 8 mm, sono disposte in modo embricato di solito su una o due serie e possono essere connate alla base. Il ricettacolo è nudo (senza pagliette a protezione della base dei fiori); la forma è piatta e spesso è denticolato. Diametro dei capolini: 5 – 6 mm.
Fiori.  I fiori (fiori ligulati: 5 - 6 per capolino) sono tetra-ciclici (formati cioè da 4 verticilli: calice – corolla – androceo – gineceo) e pentameri (calice e corolla formati da 5 elementi). Sono inoltre ermafroditi, più precisamente i fiori del raggio (quelli ligulati e zigomorfi) sono femminili; mentre quelli del disco centrale (tubulosi e actinomorfi) sono bisessuali o a volte funzionalmente maschili.
- Formula fiorale:

*/x K {\displaystyle \infty }, [C (5), A (5)], G 2 (infero), achenio
- Calice: i sepali del calice sono ridotti ad una coroncina di squame.
- Corolla: nella parte inferiore i petali della corolla sono saldati insieme e formano un tubo. In particolare le corolle dei fiori del disco centrale (tubulosi) terminano con delle fauci dilatate a raggiera con cinque lobi. Nella corolla dei fiori periferici (ligulati) il tubo si trasforma in un prolungamento ligulato, terminante più o meno con cinque dentelli. Il colore delle corolle di norma è giallo.
- Androceo: gli stami sono 5 con dei filamenti liberi. La parte basale del collare dei filamenti può essere dilatata. Le antere invece sono saldate fra di loro e formano un manicotto che circonda lo stilo. Le antere normalmente sono senza coda ("ecaudate"). La struttura delle antere è di tipo tetrasporangiato, raramente sono bisporangiate. Il tessuto endoteciale è radiale o polarizzato. Il polline è tricolporato (tipo "helianthoid").[13]
- Gineceo: lo stilo è biforcato con due stigmi nella parte apicale. Gli stigmi sono troncati; possono avere un ciuffo di peli radicali o in posizione centrale; possono inoltre essere ricoperti da minute papille; altre volte i peli sono di tipo penicillato. Le superfici stigmatiche sono due e separate. L'ovario è infero uniloculare formato da 2 carpelli.
- Antesi: da luglio a settembre.

Frutti. I frutti sono degli acheni con pappo. La forma degli acheni è più o meno affusolata. La superficie è percorsa da alcune coste longitudinali con ispessimenti marginali e può essere glabra. Non sempre il carpoforo è distinguibile. Il pappo, persistente o caduco, è formato da numerose setole snelle e bianche (lisce o barbate); le setole possono inoltre essere connate alla base. Lunghezza degli acheni: 3 – 4 mm.

## Biologia
Impollinazione: l'impollinazione avviene tramite insetti (impollinazione entomogama tramite farfalle diurne e notturne).

Riproduzione: la fecondazione avviene fondamentalmente tramite l'impollinazione dei fiori (vedi sopra).

Dispersione: i semi (gli acheni) cadendo a terra sono successivamente dispersi soprattutto da insetti tipo formiche (disseminazione mirmecoria). In questo tipo di piante avviene anche un altro tipo di dispersione: zoocoria. Infatti gli uncini delle brattee dell'involucro (se presenti) si agganciano ai peli degli animali di passaggio disperdendo così anche su lunghe distanze i semi della pianta. Inoltre per merito del pappo il vento può trasportare i semi anche a distanza di alcuni chilometri (disseminazione anemocora).

## Distribuzione e habitat

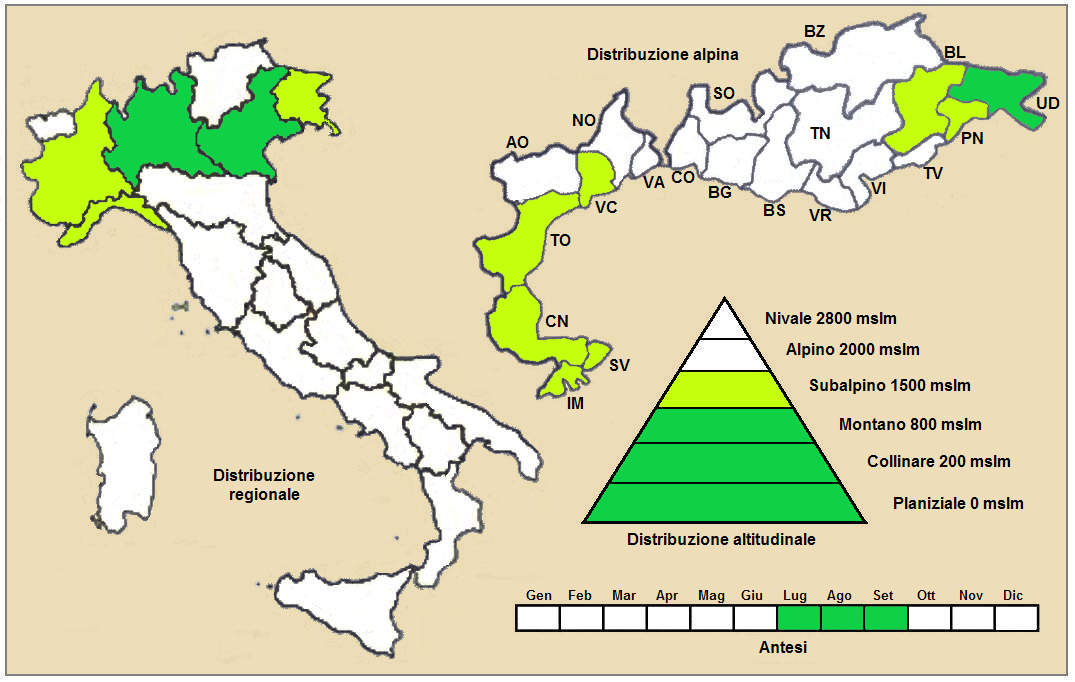
Distribuzione della pianta (Distribuzione regionale – Distribuzione alpina)

Geoelemento: il tipo corologico (area di origine) è  Sud Est Europeo.
Distribuzione: in Italia questa specie si trova molto raramente al Nord e al Sud. Fuori dall'Italia, sempre nelle Alpi, questa specie si trova in Francia. Sugli altri rilievi collegati alle Alpi è presente nei Pirenei e Carpazi.  Nel resto dell'Europa e dell'areale del Mediterraneo si trova nell'Europa orientale, Transcaucasia e Kazakistan.
Habitat: l'habitat preferito per queste piante sono le paludi e i prati torbosi. Il substrato preferito è calcareo ma anche siliceo con pH neutro, medi valori nutrizionali del terreno che deve essere umido.
Distribuzione altitudinale: sui rilievi alpini, in Italia, queste piante si possono trovare fino a 800 m s.l.m.; nelle Alpi frequentano quindi i seguenti piani vegetazionali: collinare, montano e in parte quello subalpino (oltre a quello planiziale).

### Fitosociologia
Dal punto di vista fitosociologico alpino Senecio doria appartiene alla seguente comunità vegetale:
Formazione: delle comunità delle macro- e megaforbie terrestri
Classe: Molinio-Arrhenatheretea
Ordine: Molinietalia caeruleae

## Tassonomia
La famiglia di appartenenza di questa voce (Asteraceae o Compositae, nomen conservandum) probabilmente originaria del Sud America, è la più numerosa del mondo vegetale, comprende oltre 23.000 specie distribuite su 1.535 generi, oppure 22.750 specie e 1.530 generi secondo altre fonti (una delle checklist più aggiornata elenca fino a 1.679 generi). La famiglia attualmente (2021) è divisa in 16 sottofamiglie; la sottofamiglia Asteroideae è una di queste e rappresenta l'evoluzione più recente di tutta la famiglia.

### Filogenesi
Il genere di questa voce appartiene alla sottotribù Senecioninae della tribù Senecioneae (una delle 21 tribù della sottofamiglia Asteroideae). La struttura della sottotribù è molto complessa e articolata (è la più numerosa della tribù con oltre 1.200 specie distribuite su un centinaio di generi) e al suo interno sono raccolti molti sottogruppi caratteristici le cui analisi sono ancora da completare. Il genere di questa voce è il principale della sottotribù con quasi 1500 specie. Nell'ambito della filogenesi delle Senecioninae Senecio è polifiletico e molti sue specie sono attualmente "sparse" tra gli oltre 100 generi della sottotribù. Senecio s.str. è posizionato più o meno alla base della sottotribù  (è uno dei primi generi che si sono separati).
Il genere di questa voce è a capo dell'"Aggregato di Senecio doria" insieme alla specie Senecio fontanicola. Questo gruppo è caratterizzato da erbe perenni alte fino 15 dm, da foglie lanceolate molto allungate, da ampie sinflorescenze formate da molti capolini e da involucri cilindrici con brattee esterne e interne poco differenziate.
La specie  Senecio doria è individuata dai seguenti caratteri specifici:
- il ciclo biologico è perenne con altezza e di 5 - 15 dm;
- le foglie hanno delle venature pennate con forme lineari-spatolate (quelle superiori sono progressivamente minori);
- il diametro dei capolini è di 5 - 6 mm;
- i fiori ligulati sono 5 - 8 per capolino;

Il numero cromosomico della specie è 2n = 40.

### Sinonimi
Sono elencati alcuni sinonimi per questa entità:
- Doria vera Fourr., 1868
- Jacobaea macrophylla  (M.Bieb.) C.A.Mey., 1831
- Jacobaea schwetzowii  (Korsh.) Tatanov & Vasjukov, 2019
- Senecio biebersteinii  (Lindem.) Grecescu,  1909
- Senecio carnosus  Lam., 1779
- Senecio coriaceus  Aiton, 1789
- Senecio diversifolius  Dumort., 1827
- Senecio doria subsp. biebersteinii  (Lindem.) Borza, Trif & Ploaţă, 1940
- Senecio doria var. biebersteinii  Lindem., 1867
- Senecio doria subsp. danubialis  Zenari,  1947
- Senecio doria subsp. macrophyllus  (M.Bieb.) Nyman, 1879
- Senecio doria var. macrophyllus  (M.Bieb.) Schmalh., 1897
- Senecio doria var. microcephalus  Trautv., 1854
- Senecio macrophyllus  M.Bieb., 1808
- Senecio orientalis  Mill., 1768
- Senecio riparius  Salisb., 1796
- Senecio schwetzowii  Korsh., 1898

### Specie simili
Le due specie dell'"Aggregato di Senecio doria si distinguono per i seguenti caratteri:
- Senecio doria: le piante sono alte 5 - 15 dm; le foglie hanno delle forme lineari-spatolate con dimensioni: 3 - 10 x 15 – 40 cm;
- Senecio fontanicola: le piante sono alte 5 - 7 dm; le foglie hanno delle forme oblanceolate con dimensioni: 2 - 6 x 15 – 30 cm;